# Hinxton
Hinxton – wieś w Anglii, w hrabstwie Cambridgeshire, w dystrykcie South Cambridgeshire. Leży 15 km na południe od miasta Cambridge i 68 km na północ od Londynu. Miejscowość liczy 320 mieszkańców.